# The Number of the Beast
The Number of the Beast é o terceiro álbum de estúdio da banda britânica de heavy metal Iron Maiden, lançado em 22 de março de 1982 pela Harvest e Capitol Records nos Estados Unidos e em 29 de março de 1982 pela EMI Records no Reino Unido. Foi o primeiro álbum da banda com participação do vocalista Bruce Dickinson e o último com o baterista Clive Burr.
The Number of the Beast obteve grande sucesso comercial e crítico, tornando-se o primeiro álbum da banda a alcançar o topo da parada de álbuns britânica e o top 40 da Billboard 200. O álbum produziu os singles "Run to the Hills" e "The Number of the Beast", o primeiro dos quais foi a primeira canção da banda a entrar no top dez da parada de singles britânica. O álbum também foi controverso, principalmente nos Estados Unidos, devido às referências religiosas em sua arte de capa e na letra da faixa-título. Desde o lançamento de The Number of the Beast, "The Beast" tornou-se um nome alternativo para Iron Maiden e foi mais tarde usado em alguns títulos de compilações e de álbuns ao vivo, incluindo Best of the Beast (1996) e Visions of the Beast (2003). O álbum vendeu mais de 20 milhões de cópias mundialmente, configurando-se como o álbum o mais vendido da banda.

## Composição e gravação
The Number of the Beast é o  único álbum de Iron Maiden que inclui créditos de composição do baterista Clive Burr, e é o primeiro com canções escritas pelo guitarrista Adrian Smith. Além disso, o baixista Steve Harris adotou um enfoque diferente nas composições, aproveitando-se da voz de Bruce Dickinson. O produtor do álbum, Martin Birch, comentou: "Sinceramente, não creio que [o vocalista anterior] Paul Di'Anno fosse capaz de cantar algumas das linhas que Harris tinha em mente. Quando Bruce chegou, abriram-se inúmeras  possibilidades para o novo álbum".
Segundo várias entrevistas, Dickinson estava muito envolvido na composição  de várias das canções do álbum, especialmente "Children of the Damned", "The Prisoner" e "Run to the Hills". Devido a assuntos contratuais com sua banda anterior, Samson, Dickinson não poderia assinar nenhuma das novas canções para o álbum, fazendo com que ele apenas realizasse "contribuições morais", ajudando na construção das músicas. A gravação e mixagem do álbum foi completada no período de cinco semanas.
A imprensa musical afirmou que durante a gravação nos estúdios Battery houve acontecimentos inexplicáveis, como no caso de luzes que acendiam e apagavam sem motivo aparente e o  equipamento de gravação que quebrou misteriosamente. Estes incidentes chegaram a seu clímax quando o produtor Martin Birch bateu seu automóvel contra um ônibus cheio de freiras. O custo do conserto de seu carro foi de exatamente 666 libras esterlinas.

## Recepção da crítica
| Críticas profissionais | Críticas profissionais |
| Avaliações da crítica  | Avaliações da crítica  |
| Fonte                  | Avaliação              |
| ---------------------- | ---------------------- |
| Allmusic               | [ 12 ]                 |
| Sounds                 | [ 3 ]                  |
| Sputnikmusic           | 4.5/5                  |

Constantemente considerado como um dos melhores e mais icônicos álbuns de heavy metal de todos os tempos, The Number of the Beast tem recebido desde o seu lançamento constante aclamação por parte da crítica. A revista Kerrang! colocou-o em #6 entre os "100 Melhores Álbuns de Sempre do Rock" e em #15 como um dos "50 Álbuns Mais Influentes de Sempre". A Rolling Stone posicionou-o em #4, numa votação feita pelo público para os "Melhores Álbuns de Heavy Metal de Sempre"; em 2017, o álbum alcançou a mesma posição na lista de melhores álbuns de metal de todos os tempos da revista. O website IGN o colocou em #3 na sua lista dos "25 Melhores Álbuns de Sempre do Metal". Juntamente com Iron Maiden (1980), é um dos dois álbuns da banda presentes no livro 1001 Albums You Must Hear Before You Die.

## Lista de faixas
Todas as faixas foram escritas por Steve Harris, exceto onde indicado.
| The Number of the Beast – Edição padrão |                           |                     |         |  |
| N.º                                     | Título                    | Compositor(es)      | Duração |  |
| 1.                                      | "Invaders"                |                     | 3:22    |  |
| 2.                                      | "Children of the Damned"  |                     | 4:33    |  |
| 3.                                      | "The Prisoner"            | Adrian Smith Harris | 6:00    |  |
| 4.                                      | "22 Acacia Avenue"        | Harris Smith        | 6:34    |  |
| 5.                                      | "The Number of the Beast" |                     | 4:25    |  |
| 6.                                      | "Run to the Hills"        |                     | 3:50    |  |
| 7.                                      | "Gangland"                | Smith Clive Burr    | 3:46    |  |
| 8.                                      | "Hallowed Be Thy Name"    |                     | 7:08    |  |
| Duração total:                          | Duração total:            | Duração total:      | 39:11   |  |

| The Number of the Beast – Edição japonesa |                        |                         |         |  |
| N.º                                       | Título                 | Compositor(es)          | Duração |  |
| 7.                                        | "Total Eclipse"        | Harris Dave Murray Burr | 4:25    |  |
| 8.                                        | "Gangland"             | Smith Burr              | 3:46    |  |
| 9.                                        | "Hallowed Be Thy Name" |                         | 7:08    |  |
| Duração total:                            | Duração total:         | Duração total:          | 9:55    |  |

| The Number of the Beast – Edição remasterizada de 1998 |                        |                    |         |  |
| N.º                                                    | Título                 | Compositor(es)     | Duração |  |
| 8.                                                     | "Total Eclipse"        | Harris Murray Burr | 4:28    |  |
| 9.                                                     | "Hallowed Be Thy Name" |                    | 7:10    |  |
| Duração total:                                         | Duração total:         | Duração total:     | 44:39   |  |

| The Number of the Beast – Edição comemorativa do 40º aniversário |                        |                         |         |  |
| N.º                                                              | Título                 | Compositor(es)          | Duração |  |
| 7.                                                               | "Total Eclipse"        | Harris Dave Murray Burr | 4:25    |  |
| 8.                                                               | "Hallowed Be Thy Name" |                         | 7:08    |  |
| Duração total:                                                   | Duração total:         | Duração total:          | 39:50   |  |

| The Number of the Beast – Reedição de 1995 (disco bônus) |                               |                     |         |  |
| N.º                                                      | Título                        | Compositor(es)      | Duração |  |
| 1.                                                       | "Total Eclipse"               | Harris Murray Burr  | 4:26    |  |
| 2.                                                       | "Remember Tomorrow" (ao vivo) | Harris Paul Di'Anno | 5:29    |  |
| Duração total:                                           | Duração total:                | Duração total:      | 9:55    |  |

## Integrantes
- Steve Harris – baixo, segunda voz
- Dave Murray – guitarra
- Bruce Dickinson – voz
- Clive Burr - bateria
- Adrian Smith – guitarra, segunda voz

## Técnicos
- Martin "Farmer" Birch - produtor
- Nigel "It Was Working Yesterday" Hewitt-Green - engenheiro de som
- Rod Smallwood - empresário
- Ross Halfin - fotografia principal
- Derek Riggs - arte da capa

Versão especial do CD
- Simon "Chope 'Em Out" Heyworth - remixagem digital
- Doug Hall - produtor

Fotógrafos suplementares
- George Chin - fotografia
- Robert Ellis - fotografia
- Denis O'Regan - fotografia

## Certificações
| País           | Certificação              | Vendas     |
| -------------- | ------------------------- | ---------- |
| Áustria        | Ouro - IFPI               | 25.000+    |
| Canadá         | 3× Platina - Music Canada | 300.000+   |
| Alemanha       | Ouro - BM                 | 250.000    |
| Suíça          | Ouro - VG-lista           | 25.000+    |
| Reino Unido    | Platina - BPI             | 300.000+   |
| Estados Unidos | Platina - Billboard 200   | 1.000.000+ |